# 白い影
『白い影』（しろいかげ）は、渡辺淳一の小説『無影燈』を原作とした日本のテレビドラマ（1973年に田宮二郎主演の「白いシリーズ」の第1作目として、2001年にも中居正広主演で2度ドラマ化されている）。

## あらすじ
オリエンタル病院を舞台に、優れた技術を持つ一方、無愛想でどこか謎めいた外科医・直江庸介と、最初は彼を非難していたナースの志村倫子が惹かれあっていく物語。しかし、直江の身体は病に蝕まれていた…。

## 1973年版
1973年7月13日より10月12日まで毎週金曜日22:00 - 22:55（JST）に、TBS系列の「金曜ドラマ」枠で放送された。
現時点で映像ソフト化された事はないが、CS等で複数の再放送の他、有料動画配信サービスではTBSオンデマンドやParaviを経て、U-NEXTで視聴が可能。

### キャスト
- 直江庸介 - 田宮二郎
- 志村倫子 - 山本陽子
- 高木亜紀子 - 中野良子
- 小橋俊之 - 山本亘
- 立石 - 井川比佐志
- 戸田次郎 - 尾藤イサオ
- 関口鶴代 - 佐々木すみ江
- 宇野かおる - 竹下景子
- 川合友子 - 紅景子
- 408号の患者 - 常田富士男、高松しげお、島敏光
- 行田律子 - 楠田薫
- 行田美樹子 - 中山麻理
- 川原 - 小坂一也（第2話から登場）
- 福田 - 久保幸一（第2話から登場）
- 岸田康子 - 佳島由季
- 田中みどり - 大和撫子
- 中西明子 - 青沼洋子
- 石倉 - 寄山弘（第2話から登場）
- 石倉の長男 - 井上由紀夫（第2話）
- 石倉の妻 - 林さち子（第2話）
- マネージャー - 伊藤正次（第3話から登場）
- 付人 - 辺見慶子（第3話から登場）
- 医局員 - 今成友見、島村卓志、上条慎五
- 花城純子 - 田中真理（第3話から登場）
- 行田祐太郎 - 金田龍之介
- 事務長小出 - 浮田佐武郎
- 沢田 - 堀内正美
- 中込 - 織本順吉
- 上野幸吉 - 今村原兵
- 上野千代 - 田中筆子
- 泉田教授 - 原保美

#### ゲスト
第1回
- 警官 - 浜田晃、酒井郷博
- 救急隊員 - 大矢兼臣、水橋和夫
- 男たち - 三重街恒二、徳川浩、小野川公三郎

第2回
- 梅本 - 桜井センリ
- 中川 - 綿引洪
- 男たち - 小池幸二、小山尚允、真島恵、細井雅男

第3回
- 菊地 - 北見治一
- 記者 - 伊藤豪
- 大町 - 糸博
- 菊地の妻 - 大川万裕子
- バーの女 - 野路きくみ

第4回
- 司会者 - 玉置宏
- 歌手 - 安芸晶子
- マネージャー達 - 竹内喬、名塚新也、小森威典
- 雑誌記者 - 篠田敏夫、宮寺康夫、宮崎美朝、青森伸、末永克行、米津高明

第5回
- 谷本 - 藤島新
- 週刊誌記者 - 伊藤豪、桑野幸三郎

第6回
- 立石の母 - 桜むつ子
- 酔月のおかみ - 西口紀代子

第7回
- 土建屋風の男 - 細川智
- 救急隊員 - 石原昭宏
- 患者 - 飯田和平

第8回
- 保健所の職員 - 藤城裕士、鈴木俊介

第9回
- 古賀 - 光枝明彦

第10回
- 花条の友達 - 秋吉久美子

第11回
- 管理人 - 稲川善一

第12回
- 中込の兄 - 守田比呂也
- 中込の妻 - 北川博子
- 下条 - 前田吟

第13回
- フロントクラーク - 近藤典弘

最終回
- 直江の姉 - 渡辺美佐子（声の出演）
- 小澤幹雄
- 岸田森
- 西尾徳

### スタッフ
- 脚本 - 倉本聰（第1 - 5話、第12 - 最終話）、大津皓一（第6 - 8話）、尾中洋一（第9 - 11話）
- 音楽 - 小室等
- 演出 - 高橋一郎（第1 - 3、6、9、12、最終話）、福田新一（第4、8、10話）、坂崎彰（第5、7、13話）、大山勝美（第11話）
- プロデューサー - 大山勝美

### 放送日程
| 話数   | 放送日        | 脚本     | 演出     |
| ------ | ------------- | -------- | -------- |
| 第1回  | 1973年7月13日 | 倉本聰   | 高橋一郎 |
| 第2回  | 7月20日       | 倉本聰   | 高橋一郎 |
| 第3回  | 7月27日       | 倉本聰   | 高橋一郎 |
| 第4回  | 8月3日        | 倉本聰   | 福田新一 |
| 第5回  | 8月10日       | 倉本聰   | 坂崎彰   |
| 第6回  | 8月17日       | 大津皓一 | 高橋一郎 |
| 第7回  | 8月24日       | 大津皓一 | 坂崎彰   |
| 第8回  | 8月31日       | 大津皓一 | 福田新一 |
| 第9回  | 9月7日        | 尾中洋一 | 高橋一郎 |
| 第10回 | 9月14日       | 尾中洋一 | 福田新一 |
| 第11回 | 9月21日       | 尾中洋一 | 大山勝美 |
| 第12回 | 9月28日       | 倉本聰   | 高橋一郎 |
| 第13回 | 10月5日       | 倉本聰   | 坂崎彰   |
| 最終回 | 10月12日      | 倉本聰   | 高橋一郎 |

| TBS 金曜ドラマ                          | TBS 金曜ドラマ                                | TBS 金曜ドラマ                        |
| 前番組                                  | 番組名                                        | 次番組                                |
| --------------------------------------- | --------------------------------------------- | ------------------------------------- |
| 遥かなるわが町 （1973.4.13 - 1973.7.6） | 白い影（1973年版） （1973.7.13 - 1973.10.12） | 別れの午後 （1973.10.19 - 1974.1.11） |

## 2001年版
2001年1月14日より3月18日まで毎週日曜日21:00 - 21:54（JST）に、TBS系列の「東芝日曜劇場」枠で放送された。全10回。
シリーズ終了後、シリーズの舞台になった病院に直江が移ってくるまでを描いたスペシャルドラマ「白い影 その物語のはじまりと命の記憶」が2003年1月2日に放送された。

### キャスト

#### 行田病院
直江庸介
演 - 中居正広
外科医。北海道出身。29歳。
北海大学病院から長野の七瀬病院に転職。
多発性骨髄腫に冒されている。同病には長野の病院に勤務していた時に発症・悪化し、手の施しようのない状態に。
一時期自暴自棄になっていたが、病状を七瀬に察知され、同病の権威である七瀬の診断を受ける。結果は自己診断同様手の施しようのない状態。
入院・治療の道を選ばず、残りの人生を自身の病気と向き合い、自身の肉体を新薬（フロノス）の症例とすることを決意。
長野の病院を辞め、行田病院に転職。
行田病院でも自棄気味の行動をしていたが、再就職してきた倫子と出会い、倫子の一途さに徐々に変わっていく。
後に倫子と恋愛関係になる。

志村倫子
演 - 竹内結子
看護師。新潟県出身。23→24歳（第8話で誕生日を迎える）。
ケアマネージャーをしている母親と2人暮らし。
大学病院を辞め、行田病院に再就職。控えめだが芯が強く、何事にも前向きである。
直江の一番の理解者であり、後に直江と恋愛関係に陥る。最終回で直江の子を妊娠する。
スペシャルで、男の子を出産していて名前を庸介と名付けている。

小橋俊之
演 - 上川隆也
外科医。大学病院で研究を中心に生活していたが、院長の要請で行田病院に招聘される。育ちが良く正義感が強い。
直江の強引なやり方に反感を持つが、外科医としての能力には一目を置く。
直江の行動を不審に思う三樹子から相談を受け、直江が治験薬の注射を自分に打っていること、多発性骨髄腫であることを知り、がく然とする。

行田三樹子
演 - 原沙知絵
院長の娘。モデルのアルバイトをしながら病院の後継者として経理部門にて勤務している。
結婚は打算でするが、それまでは自由に恋愛しようとする現代っ子。直江とも親密な関係になる。
倫子の登場や、直江の倫子に対する愛情を知り、倫子に警告するなどの行動に出る。
一方で、偶然直江の病を知ることになり、直江のために何か出来ぬかと模索するが、直江の発作時にとんでもない行動（未資格者による医療行為）に出る。
直江の行動を不審に思った父親に真実を話そうとするが果たせず、自棄気味に自動車を運転し自動車事故に遭遇。直江と小橋の手術により命を救われる。

高木亜紀子
演 - 小西真奈美
看護師。倫子の同僚。
小橋に思いを寄せている。

宇野ともえ
演 ‐ 山口あゆみ
看護師。

関口鶴代
演 - 伊佐山ひろ子
看護師長。倫子の上長。
行田院長の意を受け、直江の素行調査を行う。

行田祐太郎
演 - 津川雅彦
行田病院の院長。
本職より都議会議員や医師会理事としての方が忙しく、医者というより経営者として働いている。
直江の外科医としての才能は評価しつつも、得体のしれない言動に畏怖を覚え、看護師長に命じて直江の身辺調査をさせる。

#### その他
二関小夜子
演 - 菊川怜
製薬会社のMR。美貌を武器に営業をしている。
直江とは親密な間柄で、直江に治験薬を秘密裏に提供してたが、関係のこじれにより提供の停止をほのめかす。
加えて、提供の事実を行田院長に察知され、保身のため白状する。
一方で、直江に対する思いから、私的な提供継続も申し出る。
物語終盤では、フロノスの承認、MRから新薬開発部門への異動を直江に伝え、謝意を表す。

石倉由蔵
演 - いかりや長介（特別出演）
末期癌患者。担当となった倫子との交流を深める。ハーモニカを得意とする。

岩崎ミツ
演 - 白川和子
石倉由蔵の内縁の妻。

戸田次郎
演 - 吉沢悠
倫子の幼馴染で、倫子と一緒に上京。
行田病院で宇佐美繭子を隠し撮りしてマスコミに金銭取引し、後に自殺騒ぎを起こして直江、小橋に叱責される。

宇佐美繭子
演 - 吉本多香美（第3話・第4話）
女優。清純派女優として活動していたが、交際中の男性に腹部を刺されて直江の病院に入院する。
病状の回復前に、映画の発表記者会見に無理やり参加し、出血・昏倒の上、直江の病院に再度搬送される。
治療の光景を次郎に盗撮、マスコミに売買され、スキャンダルが発覚する。

大場広之
演 - 大高洋夫（第3話・第4話）
繭子のマネージャー。

七瀬隆弘
演 - 山本學
直江の長野の病院にいたときの恩師で、同病院の院長。
直江の病気を最初に気付き診断して直江に告知した。
直江の病状を唯一知っている人物であり、誰より直江のことを気にかけている。直江が唯一心を開ける人物でもある。

志村清美
演 - 市毛良枝
倫子の母で元看護婦。仕事の関係で上京し、看護師としての仕事を再開している。
倫子とは友達のような親子関係を築いているが、行田病院の人間関係で悩む倫子に、自身の夫との関係を倫子に話すなどして適宜アドバイスしている。
倫子と直江の関係を温かく見守っているが、2人の北海道旅行前に直江の元を訪れ、相談するなどしている。

#### スペシャル
坪田鉄平
演 - 高嶋政伸
直江の長野の病院にいたときの先輩医師。

森玲子
演 - 純名りさ
直江の長野の病院にいたときの先輩医師。

七瀬千鶴子
演 - 大森暁美
七瀬隆弘の妻。直江を学生時代から知る。
過去にすい臓がんで入院経験があり、5年間再発しなければ寛解との診断だったが、その前に再発してしまい、再入院の上死去。

大沢真琴
演 - 倉沢桃子
直江の長野の病院にいたときの入院患者。

大沢あつ子
演 - 相本久美子
真琴の母親。
ナース
演 - 佐藤めぐみ
直江の長野の病院にいたときのナース。自暴自棄になった直江に誘われ関係を持つ。

ナース
演 - 岡あゆみ

直江の母
演 - 水野真紀（特別出演）

真琴の友人
演 - 本仮屋ユイカ
真琴の入院時に見舞いに訪れ、担当の直江にほのかな憧れを持つ。

### スタッフ
- 脚本 - 龍居由佳里
- 音楽 - 長谷部徹
- 主題歌 - 竹内まりや「真夜中のナイチンゲール」
- 挿入曲
  - マーラー 交響曲第5番 嬰ハ短調より 第4楽章（アダージェット）
  - マスカーニ オペラ「カヴァレリア・ルスティカーナ」より間奏曲（アヴェ・マリア）
- 医療指導 - 堤邦彦
- 企画 - 伊佐野英樹
- プロデューサー - 三城真一、伊與田英徳（スペシャルドラマ）
- 演出 - 吉田健（第1、2、5、9、最終話）、福澤克雄（第4、6話、スペシャルドラマ）、平野俊一（第3、7話）、金子文紀（第8話、特別編）

### 放送日程
連続ドラマ
| 各話                                                       | 放送日        | サブタイトル     | 演出     | 視聴率 |
| ---------------------------------------------------------- | ------------- | ---------------- | -------- | ------ |
| 第1話                                                      | 2001年1月14日 | 誰も愛さない医者 | 吉田健   | 23.8%  |
| 第2話                                                      | 1月21日       | 医者がつく嘘     | 吉田健   | 20.9%  |
| 第3話                                                      | 1月28日       | 特別個室の秘密   | 平野俊一 | 19.0%  |
| 第4話                                                      | 2月4日        | 主治医のミス     | 福澤克雄 | 21.0%  |
| 第5話                                                      | 2月11日       | 禁じられた薬     | 吉田健   | 17.2%  |
| 第6話                                                      | 2月18日       | 愛がかなう日     | 福澤克雄 | 19.1%  |
| 第7話                                                      | 2月25日       | 温もりの冷める時 | 平野俊一 | 19.2%  |
| 第8話                                                      | 3月4日        | 直江庸介の秘密   | 金子文紀 | 19.2%  |
| 第9話                                                      | 3月11日       | 彼に残された時間 | 吉田健   | 19.9%  |
| 最終話                                                     | 3月18日       | 君よ笑顔のままで | 吉田健   | 22.3%  |
| 平均視聴率 20.3%（視聴率は関東地区・ビデオリサーチ社調べ） |               |                  |          |        |

スペシャル
- 木曜日21:00 - 23:24

| 放送日       | サブタイトル | 演出     | 視聴率 |
| ------------ | --- | -------- | ------ |
| 2003年1月2日 | 直江庸介を憶えていますか －なぜ彼は支笏湖に身を沈めたのか、その少女の何が彼を動かしたのか－ 時をさかのぼり明らかになる愛と悲しみ・その物語のはじまりと命の記憶 | 福澤克雄 | 14.1%  |